# Zone d'études et d'aménagement du territoire
Od 1967. godine, Francuska je u statističkom smislu podjeljena na osam statističkih zona u kojima su grupirane regije. Ove zone nazivaju se Zone d'études et d'aménagement du territoire ili skraćeno ZEAT.
Te zone su neadministrativne jedinice, te služe samo za statističku podjelu zemlje i spadaju pod prvu kategoriju NUTS-a.
| Boja | Ime                                   | Odgovarajuće regije                                                        |
| ---- | ------------------------------------- | -------------------------------------------------------------------------- |
| FR1  | Pariška regija (Région Parisienne)    | Île-de-France                                                              |
| FR2  | Pariški bazen (Bassin Parisien)       | Bourgogne, Centre, Champagne-Ardenne, Donja i Gornja Normandija, Pikardija |
| FR3  | Sjever (Nord)                         | Nord-Pas-de-Calais                                                         |
| FR4  | Istok (Est)                           | Elzas, Franche-Comté, Lorraine                                             |
| FR5  | Zapad (Ouest)                         | Bretanja, Regija Loire, Poitou-Charentes                                   |
| FR6  | Jugozapad (Sud-Ouest)                 | Akvitanija, Limousin, Pireneji-Jug                                         |
| FR7  | Centar-istok (Centre-Est)             | Auvergne, Rona-Alpe                                                        |
| FR8  | Sredozemlje (Méditerranée)            | Languedoc-Roussillon, Provansa-Alpe-Azurna obala, Korzika                  |
| FR9  | (Régions et départements d'outre-mer) | Guadeloupe, Martinique, Guyane, La Réunion, Mayotte                        |